# Alechis Fotiadis
Alechis Fotiadis (gr. Αλεχις Φωτιαδης; ur. 25 lipca 1967 w Nikozji) – cypryjski narciarz alpejski, olimpijczyk.
Trzykrotnie startował na igrzyskach olimpijskich (ZIO 84, ZIO 88, ZIO 92).
Na pierwszych igrzyskach w Sarajewie zajął 69. miejsce w slalomie gigancie a slalomu nie ukończył. Cztery lata później w Calgary zajął 58. miejsce w slalomie gigancie. Startował również w supergigancie i w slalomie jednak obu tych konkurencji nie ukończył. Na ostatnich igrzyskach zajął 81. miejsce w super gigancie, 61. miejsce w slalomie gigancie i 44. miejsce w slalomie. Należał do klubu Cyprus Ski Club.

## Wyniki olimpijskie
| Igrzyska         | Konkurencja            | Czas    | Wynik |
| ---------------- | ---------------------- | ------- | ----- |
| Sarajewo 1984    | Slalom gigant mężczyzn | 3:54.03 | 69    |
| Sarajewo 1984    | Slalom mężczyzn        | DNF     | DNF   |
| Calgary 1988     | Slalom gigant mężczyzn | 2:43.62 | 58    |
| Calgary 1988     | Slalom mężczyzn        | DNF     | DNF   |
| Calgary 1988     | Supergigant mężczyzn   | DNF     | DNF   |
| Albertville 1992 | Slalom gigant mężczyzn | 2:39.99 | 61    |
| Albertville 1992 | Slalom mężczyzn        | 2:14.76 | 44    |
| Albertville 1992 | Supergigant mężczyzn   | 1:30.31 | 81    |